# Anna Radius Zuccari
Anna Radius Zuccari (7. května 1846 Milán – 13. července 1918 Milán) byla italská spisovatelka, která používala pseudonym Neera .

## Život
Dcera architekta Ferma Zuccariho (1807–1869) a Maddaleny Manusardi (1815–1858) se narodila jako Anna Zuccari v Miláně a vyrostla v Caravaggio. Měla bratra Luigiho (1847–1925). Po smrti matky ji vychovávaly dvě starší neprovdané tety z otcovy rodiny; otec zemřel, když jí bylo dvacet. V roce 1871 se provdala za bankéře Emilia Radiuse (1836–1921), se kterým měla syna Adolfa (1872–1966) a dceru Marii Martinelli (1879).
R. 1875 debutovala jako autorka novel publikovaných ve významných časopisech té doby – il Pungolo, L'illustrazione italiana, Il Marzocco, il Giornale delle Donne. Cestovala a stýkala se s Giovanni Vergou a Luigi Capuanou, představiteli literárního proudu verismu, k němuž se sama hlásila. V roce 1890 patřila k zakladatelům časopisu Vita Intima, který však následujícího roku přestal vycházet.
Navzdory své kariéře úspěšné autorky měla názor, že místo ženy je v domácnosti, což nazvala „skutečným feminismem“.
Zemřela v Miláně na rakovinu ve věku 72 let. V době před svou smrtí diktovala své paměti, které byly po její smrti vydány jako Una giovinezza del secolo XIX (Mládež 19. století).
V Miláně jí byla věnována jedna z ulic. Anna Zuccariová patří k základním spisovatelkám v dějinách italské literatury devatenáctého století, proto je zaznamenána v knize Le Autrici della Letteratura italiana.

## Dílo
| Addio!, Milano 1877 | La regaldina, Milano 1884                                      |
| Allodola mattutina, Milano 1881                                                                                                | La sottana del diavolo: novelle – Milano: Frateli Treves, 1912 |
| Anima sola – Milano: C. Chiesa e F. Guindani, 1895                                                                             | La Vecchia casa. Milano: Baldini, Castoldi, 1900               |
| Aspre lotte e cozzo d’armi. Poesie e altri scritti, coll. Donne in poesia a cura di M. G. Amati, Bertoni Editore, Perugia 2023 | La villa incantata, Livorno 1901                               |
| Battaglie per un'idea, Milano 1898                                                                                             | Le idee di una donna, Milano 1904                              |
| Conchiglie, Roma 1905 | Lydia, Milano 1888                                             |
| Crepuscoli di libertà, Milano 1917                                                                                             | Maura, Milano 1886                                             |
| Crevalcore, Milano: 1907 | Memorie autobiografiche, Firenze 1909                          |
| Duello d'anime, Milano 1911 | Nel sogno – con disegno di G. Segantini. Milano: Galli, 1893   |
| Fiori, Firenze 1921 | Novelle gaje, Milano 1879                                      |
| Fotografie matrimoniali, Catania 1898                                                                                          | Perché restai celibe; Marcello; Un romanzo – 1876              |
| Il canzoniere della nonna, Milano 1908                                                                                         | Poesie, Milano 1898                                            |
| Il castigo, Milano 1881 | Poesie: edizione postuma per gli amici, Milano 1919            |
| Il libro di mio figlio, Milano 1891                                                                                            | Profili, impressioni e ricordi, Milano 1919                    |
| Il marito delL' amica, Milano 1885                                                                                             | Rogo d'amore, Milano 1914                                      |
| Il romanzo della fortuna, Milano 1906                                                                                          | Senio, Milano 1892                                             |
| Il secolo galante, Firenze 1900                                                                                                | Teresa – 1886 — Milano: Galli, 1898                            |
| Iride, Milano 1881 | Un nido – 5a ed. Milano: Baldini a Castoldi, 1913              |
| L' amor platonico, Napoli 1897                                                                                                 | Un romanzo, Milano 1877                                        |
| L' amulet, Milano 1897 | Una giovinezza del secolo XIX, Milano 1919                     |
| L' indomani, Milano 1889 | Una passione, Milano 1903                                      |
| La conoscenza del fanciullo, Roma 1908                                                                                         | Uomini, uomini, donne, donne, Firenze 1903                     |
| La freccia del parto, ed altre novelle, Milano 1894                                                                            | Vecchie catene, Milano 1878                                    |
| La prima lettera d'amore, Milano 1881                                                                                          | Voci della Notte – Napoli: Luigi Pietro, 1893                  |

### V češtině
- Tereza – přeložila Marie Kalašová. Praha: vlastním nákladem, 1890
- Nazítří. Teta Severina – přeložila Marie Kalašová. Praha: František Šimáček, 1894[1]
- Osud – přeložil Alois Bořita; Ilustroval Josef Ullrich. Praha: Národní tiskárna a nakladatelství, 1897
- Addio – přeložil J. Pavlišta. Praha: Jan Otto, 1898[2]
- Osamělá duše – přeložila Marie Kalašová. Praha: Jan Otto, 1998[3]
- Pokuta – přeložila Eliška Řeháková; ilustroval K. Rélink. Praha: Jan Otto, 1904
- Crevalcore: román – přeložil Václav Jiřina. Praha: F. Šimáček, 1908
- Hnízdečko – přeložil František Novotný. Praha: J. R. Vilímek, 1910
- Senio – přeložila Eliška Řeháková. Praha: Jan Otto, 1910
- Angelika – přeložila Maryša Šárecká; úvod František Sekanina; in: 1000 nejkrásnějších novel... č. 67. Praha: J. R. Vilímek, 1913
- Lydia – přeložily M. Kolářová a J. Landová. Vinohrady: Alois Koníček, 1919[4]
- Nora a jiné povídky – přeložila Anna Ostenová. Praha: Jan Otto, 1921